# 12388 Kikunokai
12388 Kikunokai è un asteroide della fascia principale. Scoperto nel 1994, presenta un'orbita caratterizzata da un semiasse maggiore pari a 2,9286141 UA e da un'eccentricità di 0,1155832, inclinata di 3,05459° rispetto all'eclittica.